# Leichtathletik-Weltmeisterschaften 2023/Teilnehmer (Belgien)
| Goldmedaillen | Silbermedaillen | Bronzemedaillen |
| ------------- | --------------- | --------------- |
| -             | -               | -               |

Der Leichtathletikverband von Belgien nahm an den Leichtathletik-Weltmeisterschaften 2023 in Budapest teil. 31 Athletinnen und Athleten wurden vom belgischen Verband nominiert.

## Ergebnisse

### Männer

#### Laufdisziplinen
| Athlet | Disziplin    | Vorlauf        | Vorlauf | Halbfinale  | Halbfinale | Finale          | Finale |
| Athlet | Disziplin    | Zeit           | Platz   | Zeit        | Platz      | Zeit            | Platz  |
| --- | ------------ | -------------- | ------- | ----------- | ---------- | --------------- | ------ |
| Dylan Borlée                                                                                                | 400 m        | 45,24 s        | 04      | 45,59 s     | 07         | DNQ             | DNQ    |
| Alexander Doom                                                                                              | 400 m        | 44,92 s PB     | 02      | 45,57 s     | 05         | DNQ             | DNQ    |
| Ismael Debjani                                                                                              | 1500 m       | 3:39,73 min    | 15      | DNQ         | DNQ        | –               | –      |
| Ruben Verheyden                                                                                             | 1500 m       | 3:47,02 min    | 05      | 3:33,96 min | 11         | DNQ             | DNQ    |
| Jochem Vermeulen                                                                                            | 1500 m       | 3:35,45 min    | 09      | DNQ         | DNQ        | –               | –      |
| Robin Hendrix                                                                                               | 5000 m       | 13:55,81 min   | 19      | DNQ         | DNQ        | –               | –      |
| John Heymans                                                                                                | 5000 m       | 13:39,67 min   | 13      | DNQ         | DNQ        | –               | –      |
| Isaac Kimeli                                                                                                | 10.000 m     |                |         |             |            | 28:20,77 min SB | 13     |
| Julien Watrin                                                                                               | 400 m Hürden | 48,72 s SB     | 04      | 48,94 s     | 05         | DNQ             | DNQ    |
| Julien Watrin Dylan Borlée Robin Vanderbemden Alexander Doom nicht eingesetzt: Kevin Borlée Jonathan Sacoor | 4 × 400 m    | 3:00,33 min SB | 05      |             |            | DNQ             | DNQ    |

#### Sprung/Wurf
| Athlet         | Disziplin      | Qualifikation | Qualifikation | Finale     | Finale |
| Athlet         | Disziplin      | Weite/Höhe    | Platz         | Weite/Höhe | Platz  |
| -------------- | -------------- | ------------- | ------------- | ---------- | ------ |
| Thomas Carmoy  | Hochsprung     | 2,25 m        | 15            | DNQ        | DNQ    |
| Ben Broeders   | Stabhochsprung | 5,75 m        | 11            | 5,75 m     | 07     |
| Philip Milanov | Diskuswurf     | 63,00 m       | 18            | DNQ        | DNQ    |
| Timothy Herman | Speerwurf      | 80,11 m       | 11            | 74,56 m    | 12     |

### Frauen

#### Laufdisziplinen
| Athletin                                                                                                   | Disziplin    | Vorlauf        | Vorlauf | Halbfinale | Halbfinale | Finale         | Finale |
| Athletin                                                                                                   | Disziplin    | Zeit           | Platz   | Zeit       | Platz      | Zeit           | Platz  |
| --- | ------------ | -------------- | ------- | ---------- | ---------- | -------------- | ------ |
| Delphine Nkansa                                                                                            | 100 m        | 11,40 s        | 05      | DNQ        | DNQ        | –              | –      |
| Rani Rosius                                                                                                | 100 m        | 11,18 s PB     | 04      | 11,20 s    | 07         | DNQ            | DNQ    |
| Cynthia Bolingo Mbongo                                                                                     | 400 m        | 50,29 s SB     | 02      | 49,96 s NR | 03         | 50,33 s        | 05     |
| Helena Ponette                                                                                             | 400 m        | 51,52 s PB     | 06      | DNQ        | DNQ        | –              | –      |
| Elise Vanderelst                                                                                           | 1500 m       | 4:11,55 min    | 14      | DNQ        | DNQ        | –              | –      |
| Hanne Verbruggen                                                                                           | Marathon     |                |         |            |            | 2:37:15 h      | 39     |
| Hanne Claes                                                                                                | 400 m Hürden | 55,13 s        | 03      | 56,06 s    | 07         | DNQ            | DNQ    |
| Hanne Claes Helena Ponette Imke Vervaet Camille Laus (nur im Vorlauf) Naomi Van Den Broeck (nur im Finale) | 4 × 400 m    | 3:23,63 min SB | 02      |            |            | 3:22,84 min SB | 05     |

#### Sprung/Wurf
| Athletin       | Disziplin      | Qualifikation | Qualifikation | Finale     | Finale |
| Athletin       | Disziplin      | Weite/Höhe    | Platz         | Weite/Höhe | Platz  |
| -------------- | -------------- | ------------- | ------------- | ---------- | ------ |
| Merel Maes     | Hochsprung     | 1,89 m        | 17            | DNQ        | DNQ    |
| Elien Vekemans | Stabhochsprung | 4,35 m        | 29            | DNQ        | DNQ    |

#### Siebenkampf
| Athletin   | Disziplin | 100 m Hürden | Hochsprung | Kugelstoßen | 200 m | Weitsprung | Speerwurf | 800 m   | Punkte | Platz |
| ---------- | --------- | ------------ | ---------- | ----------- | ----- | ---------- | --------- | ------- | ------ | ----- |
| Noor Vidts | Ergebnis  | 13,33 SB     | 1,80       | 14,40       | 24,23 | 6,35       | 41,00     | 2:09,48 | 6450   | 06    |
| Noor Vidts | Punkte    | 1075         | 978        | 821         | 959   | 959        | 686       | 972     | 6450   | 06    |

### Mixed

#### Laufdisziplinen
| Athletin/Athlet | Disziplin | Vorlauf        | Vorlauf | Finale      | Finale |
| Athletin/Athlet | Disziplin | Zeit           | Platz   | Zeit        | Platz  |
| --- | --------- | -------------- | ------- | ----------- | ------ |
| Jonathan Borlée (m) (Finale) Camille Laus (w) Florent Mabille (m) (nur im Vorlauf) Robin Vanderbemden (m) Imke Vervaet (w) | 4 × 400 m | 3:11,81 min SB | 03      | 3:13,83 min | 05     |